# Carpentaria acuminata
Carpentaria acuminata es una especie de palmera de la familia Arecaceae. Es monotípica dentro del género Carpentaria.

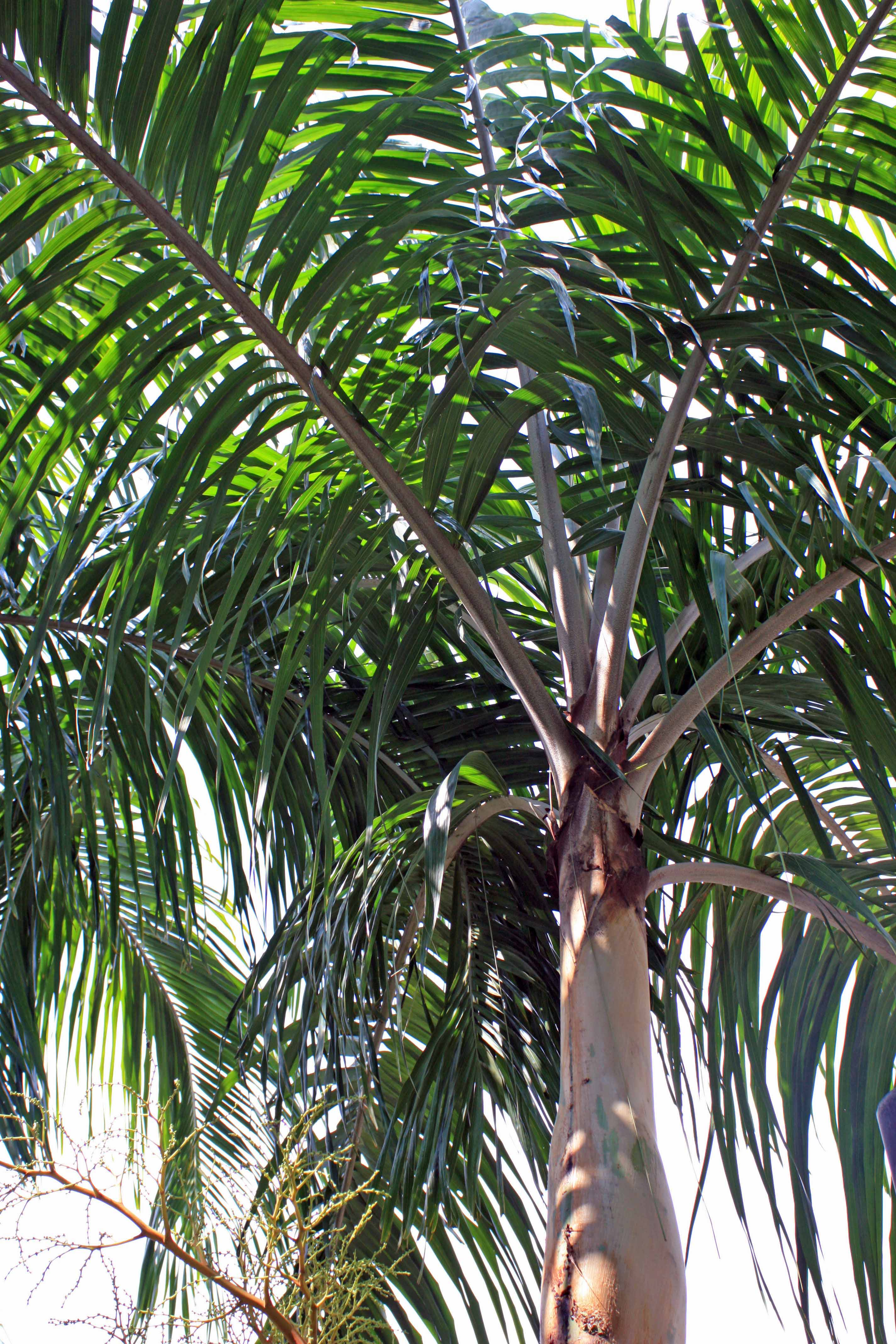
Vista de la planta

## Distribución y hábitat
Es una palma nativa de las regiones costeras tropicales en el norte del Territorio del Norte, en Australia.

## Descripción
Se trata de una esbelta palmera, que alcanza los 20 m de altura, con un tronco de 12-15 cm de diámetro.  Las hojas son pinnadas de 3-4 m de largo.
Es una popular planta ornamental del norte de Australia, valorada por su rápido crecimiento y follaje muy elegante. En los últimos años, especialmente en la capital del Territorio del Norte, Darwin, la maduración de los jardines después de su destrucción durante el ciclón Tracy en 1974, ha dado lugar a que muchos miles de especímenes de estas palmeras lleguen a la madurez y la fructificación.  Esto ha llevado a que muchas se hayan eliminado debido a los altos volúmenes de frutas que producen. La maduración de los frutos atraen a murciélagos frugívoros del Estrecho de Torres y a palomas que pueden crear un desorden en jardines suburbanos más pequeños.

## Observaciones
Tengan en cuenta que Carpentaria no debe confundirse con Carpenteria, un género de arbustos en la familia Hydrangeaceae nativas de California. 

## Taxonomía
Carpentaria acuminata  fue descrita por (H.Wendl. & Drude) Becc. y publicado en Annales du Jardin Botanique de Buitenzorg 2: 128. 1885.
Sinonimia
- Kentia acuminata H.Wendl. & Drude (1875).[4]